# Кошкіна Марина Олександрівна
Марина Олександрівна Кошкіна (нар. 21 травня 1993, м. Кремінна, Кремінський район, Луганська область, Україна) — українська акторка театру та кіно, заслужена артистка України (2021).

## Життєпис
Народилася 21 травня 1993 року в місті Кремінна Кремінського району Луганської області України. З 2000 по 2011 роки здобуває загальну середню освіту у Кремінській ЗОШ №3. Протягом навчання у школі була учасницею народного театру гумору та сатири та народного театру ім. Т. Г. Шевченка Кремінського районного Будинока культури.
Після закінчення школи переїхала до Києва. Закінчила навчання у КНУТКіТ ім. Івана Карпенка-Карого, на факультеті театрального мистецтва, під керівництвом професора Богдана Бенюка. З 2017 року – грає Барселону у виставі «Гагарін та Барселона» (Київський академічний Молодий театр).
З 2018 року – акторка Національного академічного драматичного театру ім. Івана Франка.

## Фільмографія
Повнометражні фільми
- 2017 — Ржака
- 2018 — Божевільний директор — Міла
- 2019 — Захар Беркут — Устя
- 2019 — Дивак — Наталка
- 2019 — Забуті — Ніна
- 2019 — Віддана — Іванка
- 2020 — Із зав'язаними очима — Юлія[5]
- 2021 — Вірити — Галина
- 2022 — Снайпер. Білий ворон — Настя
- 2024 — Будинок «Слово»: Нескінчений роман — Галя
- 2025 — Малевич — Наталія[6]

Серіали
- 2017 — Зустрічна смуга
- 2017 — Лікар Ковальчук — Стефанія (Стефа)
- 2017 — Капітанша — епізод
- 2017 — Специ — Віолетта Богуславська
- 2017 — Нюхач–3 — камео
- 2018 — Вір мені — Аліса
- 2018 — Лікар Ковальчук–2 — Стефанія (Стефа)
- 2019 — Таємне кохання — епізод
- 2019 — Артист — епізод
- 2019 — I будуть люди — Віронька
- 2019 — Сага — Шурочка
- 2020 — Брати по крові — Інгрід Петрова
- 2020 — Упереджене ставлення — Інга
- 2021 — Зломовчання — Настя

## Робота у театрі
Київський академічний Молодий театр
- 2017, 25 січня — «Гагарін і Барселона» за оповіданнями Юрія Винничука, Руслана Горового, Любко Дереша, Сергія Жадана, Євгенії Кононенко; реж. Андрій Білоус — Барселона[2]

Український малий драматичний театр
- 2018, 8 березня — «Валентинів день» Івана Вирипаєва; реж. Марія Лук’янова — Валентина

МКЦ ім. І. Козловського
- 2019 — «Твоя дочка. Єва» за сценарієм фільму «Осіння соната» Інгмара Бергмана; реж. Яна Ушпік — Єва
- 2019 — «Мина Мазайло» Миколи Куліша; реж. Олена Щурська — Рина

Національний академічний драматичний театр імені Івана Франка
- (введення) — 1999, 15 жовтня — «Шельменко-денщик» Григорія Квітки-Основ’яненко; реж. Петро Ільченко — Прісенька
- (введення) — 2001, 28 грудня — «Мартин Боруля» Івана Карпенка-Карого; реж. Петро Ільченко — Марися
- (введення) — 2011, 25 грудня — «Попелюшка» Євгена Шварца; реж. Петро Ільченко — Попелюшка
- 2018, 6 червня — «Коріолан» за трагедією Вільяма Шекспіра; реж. Дмитро Богомазов — Віргілія, дружина Коріолана[7]
- 2019, 27 березня — «Verba» за драмою-феєрією «Лісова пісня» Лесі Українки; реж. Сергій Маслобойщиков — Русалка польова
- 2019, 6 червня — «Лимерівна» за п'єсою Панаса Мирного; реж. Іван Уривський — Наталя
- 2018, 20 червня — «Ідіот» за романом Федора Достоєвського; реж. Юрій Одинокий — Варвара Ардалійонівна Іволгіна
- 2019, 22 грудня — «Снігова королева» за казкою Ганса Крістіана Андерсена; реж. Давид Петросян — Кай / Розбійниця
- 2020, 23 грудня — «Сірано де Бержерак» за п'єсою Едмона Ростана; реж. Юрій Одинокий — Сестра Клара
- 2021, 25 лютого — «Кассандра» за драматичною поемою Лесі Українки; реж. Давид Петросян — Кассандра
- 2021, 25 червня — «На руїнах» Марка Кропивницького; реж. Петро Ільченко — Хвеся
- 2021, 19 грудня — «Безталанна» за однойменною п'єсою Івана Карпенка-Карого; реж. Іван Уривський — Софія

## Нагороди та номінації
| Рік                                                     | Категорія                                   | Фільм                              | Результат    |
| ------------------------------------------------------- | ------------------------------------------- | ---------------------------------- | ------------ |
| Національна кінопремія «Золота дзиґа»                   |                                             |                                    |              |
| 2021                                                    | Найкраща жіноча роль                        | Забуті                             | Перемога     |
| 2023                                                    | Найкраща жіноча роль                        | Із зав'язаними очима               | Перемога     |
| 2025                                                    | Найкраща жіноча роль                        | Будинок «Слово»: Нескінчений роман | В очікуванні |
| Національна премія кінокритиків «Кіноколо»              |                                             |                                    |              |
| 2020                                                    | Найкраща акторка                            | Забуті                             | Номінація    |
| 2021                                                    | Найкраща акторка                            | Із зав'язаними очима               | Номінація    |
| «Київська пектораль»                                    |                                             |                                    |              |
| 2020                                                    | Найкраще виконання жіночої ролі             | Лимерівна                          | Номінація    |
| Трускавецький міжнародний кінофестиваль «Корона Карпат» |                                             |                                    |              |
| 2021                                                    | Приз за найкращу жіночу роль                | Забуті                             | Перемога     |
| Noidentity International Action Film Festival (Іспанія) |                                             |                                    |              |
| 2021                                                    | Премія Helios найкращій акторці (жанр екшн) | Із зав'язаними очима               | Перемога     |
| ImagineIndia Film Festival (Іспанія)                    |                                             |                                    |              |
| 2021                                                    | Найкраща акторка                            | Із зав'язаними очима               | Перемога     |